# Riama stellae
Riama stellae là một loài thằn lằn trong họ Gymnophthalmidae. Loài này được Sánchez-Pacheco mô tả khoa học đầu tiên năm 2010.